# Љуба Бркић
Љуба Бркић (Крагујевац, 6. април 1975) српски је пијаниста, професор клавира и председник Музичке омладине Србије.

## Образовање и награде
Љуба Бркић је завршио основну и средњу музичку школу у Крагујевцу, у класи професорке Наталије Томић. Дипломирао је клавир 2000. године на Факултету музичке уметности у Београду, где је студирао у класама проф. Јокут Михаиловић и Александра Шандорова. Усавршавао се на мајсторским курсевима код проф. Мирославе-Лили Петровић, Јокут Михаиловић и Јурија Кота.
У току свог школовања, Љуба Бркић је освајао награде на многим такмичењима, укључујући и међународна такмичења у Београду, Стрези и Марсали.
Магистарске студије је завршио 2010, а докторске 2015. године на интердисциплинарним студијама Групе за дигиталну уметност Универзитета уметности у Београду.

## Уметничка каријера
Као солиста, члан камерних ансамбала и солиста са оркестром, Љуба Бркић је наступао широм Србије, као и у Италији, Румунији, Грчкој, Словенији, Босни и Херцеговини.
Од 2000. године Бркић је члан креативног тима и продуцент звука адвертајзинг групе "Лавиринт". У периоду 2001-2004. био је уметнички директор музичког фестивала ОКТОХ у Крагујевцу. Такође је био и портпарол Међународног фестивала камерних хорова у Крагујевцу. Године 2004. био је члан жирија међународног фестивала дигиталне уметности „ArtTech“.

## Музичка омладина
Почев од 1994. године, Љуба Бркић активно учествује у раду Музичке омладине Србије - као секретар (1994—1998), потпредседник (1998—2000) и председник (од 2000. године). Био је генерални секретар Музичке омладине Србије и Црне Горе. Од 2003. године члан је Извршног одбора Музичке омладине Европе, а од 2004. и члан Комитета за изборе Међународне федерације музичке омладине.
Као председник Музичке омладине Србије и члан Извршног одбора Музичке омладине Европе организовао је велики број значајних културних манифестација, укључујући гостовања Француског омладинског балета из Париза и Светског оркестра Музичке омладине из Берлина.

## Педагошки рад
Љуба Бркић редовни професор на Филолошко-уметничком факултету Универзитета у Крагујевцу и предаје на предметима у области дигиталних медија. Радио је и на Факултету уметности Универзитета у Приштини у звању стручног сарадника за предмет Клавир-облигат (од 2004. године до 2008). Такође, предаје Клавир у Музичкој школи Др Милоје Милојевић у Крагујевцу, чији је пи-ар од 2005. године, а предавао је и у музичким школама у Краљеву и Смедеревској Паланци.